# シルクジャスティス
シルクジャスティス（英語: Silk Justice）とは日本の競走馬である。1997年の有馬記念などに勝利した。従兄弟に同期同馬主で皐月賞2着のシルクライトニングがいる。エリモダンディーとの友情に関する逸話でも有名。

## 戦績

### 3歳〜4歳春
シルクジャスティスは3歳の10月、京都の新馬戦でデビューしたがなかなか勝てず、初勝利までに5か月、7戦を要した。
デビューから8戦目の毎日杯で3着に入ると、続くオープン特別の若草ステークス、京都4歳特別を連勝し、日本ダービーへと駒を進めた。なお、京都4歳特別からジャスティスの引退レースになる2000年の金鯱賞まで藤田伸二が騎乗することになる。
日本ダービーで2番人気に支持されたジャスティスは後方から鋭く追い込むレース振りで、サニーブライアンの2着に健闘した。

### 4歳秋
秋は初戦の神戸新聞杯こそ8着に終わったが、続く京都大賞典ではダンスパートナー相手に勝利をおさめ、菊花賞の有力候補に挙がった。だが、菊花賞では1番人気に推されながら5着に敗れ、続くジャパンカップでも5着に終わり、掲示板には載るものの勝てないレースが続いた。
しかし、1997年12月21日の有馬記念にて、直線コースでのマーベラスサンデー、エアグルーヴの叩き合いに突如割って入るか如く2頭を抜き去り1着入線、｢初にして唯一｣のGI制覇を果たす。それまでのGIでは惜敗続きだったが、藤田はずっと「この馬が一番強い」と信じ続け、その想いが実った勝利となった。

### 5歳
1998年、5歳になったジャスティスは阪神大賞典から始動。メジロブライトとの叩きあいでハナ差敗れるも2強と目されるようになる。そして、天皇賞・春ではメジロブライトを抑え単勝1番人気に推されるが、直線で伸び切れず4着に敗れた。
宝塚記念でも6着に終わったジャスティスは、秋は京都大賞典3着からGI3連戦に挑んだが、天皇賞・秋は8着、ジャパンカップも8着、有馬記念も7着と掲示板にすら載れずに終わった。

### 6歳以降
1999年、6歳になったジャスティスは日経新春杯6着、阪神大賞典4着を経て、春の天皇賞に挑んだが、前年同様4着に終わってしまう。その後、ジャスティスは左前脚の球節を疲労骨折してしまい、約1年間休養することになる。
1年後の2000年5月27日、ジャスティスは金鯱賞で復帰したが、11着と殿負けを喫し、このレースを最後に現役を引退した。

## 種牡馬時代
2001年からCBスタッドで種牡馬入り。2003年は新冠町農業協同組合畜産センター、2004年からは優駿スタリオンステーションで繋養される。2004年に初年度産駒がデビュー。年平均50頭程度に種付けをしていたが、散発的に地方競馬の重賞勝ち馬を出すにとどまっていた。
2006年からは新ひだか町の畠山牧場に移動し、畠山牧場の繁殖牝馬を中心に毎年一桁程度の種付けを行っていたが、2010年の種付けシーズン終了後に種牡馬を引退。引退後にバシケーンが2010年の中山大障害を制し、産駒の中央競馬重賞およびJ・GI初勝利を果たした。
その後も畠山牧場で余生を送っていたが、2019年6月3日、老衰のため死亡した。

### 主な産駒
- バシケーン（中山大障害、ペガサスジャンプステークス）
- ウインクプレア（ジュニアグランプリ）
- シルクニューヒット（キングカップ）
- ティピカル（飛燕賞）

## 競走成績
| 年月日 | 年月日 | 年月日 | 競馬場 | 競走名       | 格   | 頭数 | オッズ （人気） | オッズ （人気） | 着順 | 騎手     | 斤量 | 距離（馬場）  | タイム （上り3F） | タイム 差 | 勝ち馬/（2着馬）       |
| 1996   | 10.    | 12     | 京都   | 3歳新馬      |      | 12   | 9.8             | （3人）         | 11着 | 藤田伸二 | 53   | 芝1200m（良） | 1:12.2 (36.5)     | 2.2       | ラガーシンガー         |
|        | 10.    | 27     | 京都   | 3歳新馬      |      | 12   | 26.2            | （6人）         | 9着  | 福永祐一 | 52   | ダ1200m（良） | 1:15.7 (38.6)     | 3.2       | オープニングテーマ     |
|        | 12.    | 7      | 阪神   | 3歳未勝利    |      | 10   | 8.0             | （4人）         | 8着  | 藤田伸二 | 54   | ダ1200m（稍） | 1:16.9 (39.1)     | 2.1       | エイシンフォーティ     |
| 1997   | 1.     | 7      | 京都   | 4歳未勝利    |      | 15   | 20.0            | （8人）         | 5着  | 藤井正輝 | 55   | ダ1800m（良） | 1:57.1 (37.4)     | 0.8       | カネトシダイアン       |
|        | 1.     | 25     | 京都   | 4歳未勝利    |      | 12   | 10.2            | （4人）         | 2着  | 松永幹夫 | 55   | ダ1800m（重） | 1:52.9 (36.9)     | 0.1       | ボストンファックス     |
|        | 3.     | 1      | 阪神   | 4歳未勝利    |      | 13   | 2.5             | （1人）         | 3着  | 藤田伸二 | 55   | ダ1800m（重） | 1:56.7 (36.5)     | 0.4       | ヴィクタールミネス     |
|        | 3.     | 16     | 阪神   | 4歳未勝利    |      | 8    | 1.4             | （1人）         | 1着  | 武豊     | 55   | ダ1800m（不） | 1:53.9 (37.5)     | -0.2      | （アラブノオウジ）     |
|        | 3.     | 23     | 阪神   | 毎日杯       | GIII | 14   | 64.0            | （12人）        | 3着  | 河北通   | 55   | 芝2000m（良） | 2:03.5 (37.0)     | 0.2       | テイエムトップダン     |
|        | 4.     | 12     | 阪神   | 若草S        | OP   | 10   | 3.3             | （2人）         | 1着  | 武豊     | 58   | 芝2200m（良） | 2:14.8 (34.8)     | -0.3      | （バーボンカントリー） |
|        | 5.     | 4      | 京都   | 京都4歳特別  | GIII | 15   | 3.3             | （1人）         | 1着  | 藤田伸二 | 53   | 芝2000m（良） | 2:01.1 (34.7)     | -0.1      | （プレミアムサンダー） |
|        | 6.     | 1      | 東京   | 東京優駿     | GI   | 17   | 6.2             | （3人）         | 2着  | 藤田伸二 | 57   | 芝2400m（良） | 2:26.1 (34.2)     | 0.2       | サニーブライアン       |
|        | 9.     | 14     | 阪神   | 神戸新聞杯   | GII  | 11   | 4.1             | （3人）         | 8着  | 藤田伸二 | 56   | 芝2000m（良） | 2:02.0 (37.6)     | 2.0       | マチカネフクキタル     |
|        | 10.    | 5      | 京都   | 京都大賞典   | GII  | 10   | 3.3             | （2人）         | 1着  | 藤田伸二 | 55   | 芝2400m（良） | 2:26.2 (34.2)     | 0.0       | （ダンスパートナー）   |
|        | 11.    | 2      | 京都   | 菊花賞       | GI   | 18   | 2.7             | （1人）         | 5着  | 藤田伸二 | 57   | 芝3000m（良） | 3:08.1 (34.1)     | 0.4       | マチカネフクキタル     |
|        | 11.    | 23     | 東京   | ジャパンC    | G1   | 14   | 7.0             | （4人）         | 5着  | 藤田伸二 | 55   | 芝2400m（良） | 2:26.2 (34.6)     | 0.4       | ピルサドスキー         |
|        | 12.    | 21     | 中山   | 有馬記念     | GI   | 16   | 8.1             | （4人）         | 1着  | 藤田伸二 | 55   | 芝2500m（良） | 2:34.8 (37.0)     | 0.0       | （マーベラスサンデー） |
| 1998   | 3.     | 22     | 阪神   | 阪神大賞典   | GII  | 10   | 2.5             | （2人）         | 2着  | 藤田伸二 | 58   | 芝3000m（良） | 3:09.3 (34.0)     | 0.0       | メジロブライト         |
|        | 5.     | 3      | 京都   | 天皇賞（春） | GI   | 14   | 2.0             | （1人）         | 4着  | 藤田伸二 | 58   | 芝3200m（良） | 3:24.1 (34.6)     | 0.5       | メジロブライト         |
|        | 7.     | 12     | 阪神   | 宝塚記念     | GI   | 13   | 5.7             | （4人）         | 6着  | 藤田伸二 | 58   | 芝2200m（良） | 2:12.4 (35.1)     | 0.5       | サイレンススズカ       |
|        | 10.    | 11     | 京都   | 京都大賞典   | GII  | 7    | 4.3             | （3人）         | 3着  | 藤田伸二 | 59   | 芝2400m（良） | 2:26.0 (34.7)     | 0.4       | セイウンスカイ         |
|        | 11.    | 1      | 東京   | 天皇賞（秋） | GI   | 12   | 8.4             | （3人）         | 8着  | 藤田伸二 | 58   | 芝2000m（良） | 2:00.4 (36.4)     | 1.1       | オフサイドトラップ     |
|        | 11.    | 29     | 東京   | ジャパンC    | G1   | 15   | 11.7            | （5人）         | 8着  | 藤田伸二 | 57   | 芝2400m（良） | 2:27.2 (35.8)     | 1.3       | エルコンドルパサー     |
|        | 12.    | 27     | 中山   | 有馬記念     | GI   | 16   | 19.8            | （6人）         | 7着  | 藤田伸二 | 57   | 芝2500m（良） | 2:33.0 (35.7)     | 0.9       | グラスワンダー         |
| 1999   | 1.     | 24     | 京都   | 日経新春杯   | GII  | 12   | 6.6             | （3人）         | 6着  | 藤田伸二 | 58.5 | 芝2400m（良） | 2:31.7 (34.6)     | 0.3       | メジロブライト         |
|        | 3.     | 21     | 阪神   | 阪神大賞典   | GII  | 9    | 12.4            | （3人）         | 4着  | 藤田伸二 | 59   | 芝3000m（重） | 3:15.1 (38.7)     | 1.7       | スペシャルウィーク     |
|        | 5.     | 2      | 京都   | 天皇賞（春） | GI   | 12   | 22.6            | （5人）         | 4着  | 藤田伸二 | 58   | 芝3200m（良） | 3:15.8 (34.3)     | 0.5       | スペシャルウィーク     |
| 2000   | 5.     | 27     | 中京   | 金鯱賞       | GII  | 11   | 32.8            | （6人）         | 11着 | 藤田伸二 | 59   | 芝2000m（稍） | 2:00.7 (35.9)     | 2.2       | メイショウドトウ       |

## 血統表
| シルクジャスティスの血統                        | シルクジャスティスの血統              | シルクジャスティスの血統           | （血統表の出典）                   | （血統表の出典） |
| 父系                                            | ロベルト系（ヘイルトゥリーズン系）    | ロベルト系（ヘイルトゥリーズン系） | ロベルト系（ヘイルトゥリーズン系） | [ § 2 ]          |
| 父 *ブライアンズタイム Brian's Time 1985 黒鹿毛 | 父の父Roberto 1969 鹿毛               | Hail to Reason                     | Turn-to                            | Turn-to          |
| 父 *ブライアンズタイム Brian's Time 1985 黒鹿毛 | 父の父Roberto 1969 鹿毛               | Hail to Reason                     | Nothirdchance                      |                  |
| 父 *ブライアンズタイム Brian's Time 1985 黒鹿毛 | 父の父Roberto 1969 鹿毛               | Bramalea                           | Nashua                             | Nashua           |
| 父 *ブライアンズタイム Brian's Time 1985 黒鹿毛 | 父の父Roberto 1969 鹿毛               | Bramalea                           | Rarelea                            |                  |
| 父 *ブライアンズタイム Brian's Time 1985 黒鹿毛 | 父の母Kelley's Day 1977 鹿毛          | Graustark                          | Ribot                              | Ribot            |
| 父 *ブライアンズタイム Brian's Time 1985 黒鹿毛 | 父の母Kelley's Day 1977 鹿毛          | Graustark                          | Flower Bowl                        |                  |
| 父 *ブライアンズタイム Brian's Time 1985 黒鹿毛 | 父の母Kelley's Day 1977 鹿毛          | Golden Trail                       | Hasty Road                         | Hasty Road       |
| 父 *ブライアンズタイム Brian's Time 1985 黒鹿毛 | 父の母Kelley's Day 1977 鹿毛          | Golden Trail                       | Sunny Vale                         |                  |
| 母 ユーワメルド 1983 鹿毛                       | 母の父*サティンゴ Satingo 1970 黒鹿毛 | Petingo                            | Petition                           | Petition         |
| 母 ユーワメルド 1983 鹿毛                       | 母の父*サティンゴ Satingo 1970 黒鹿毛 | Petingo                            | Alcazar                            |                  |
| 母 ユーワメルド 1983 鹿毛                       | 母の父*サティンゴ Satingo 1970 黒鹿毛 | Saquebute                          | Klairon                            | Klairon          |
| 母 ユーワメルド 1983 鹿毛                       | 母の父*サティンゴ Satingo 1970 黒鹿毛 | Saquebute                          | Synaldo                            |                  |
| 母 ユーワメルド 1983 鹿毛                       | 母の母ピーチガール 1976 鹿毛          | *セダン                            | Prince Bio                         | Prince Bio       |
| 母 ユーワメルド 1983 鹿毛                       | 母の母ピーチガール 1976 鹿毛          | *セダン                            | Staffa                             |                  |
| 母 ユーワメルド 1983 鹿毛                       | 母の母ピーチガール 1976 鹿毛          | メリーブラット                     | *テスコボーイ                      | *テスコボーイ    |
| 母 ユーワメルド 1983 鹿毛                       | 母の母ピーチガール 1976 鹿毛          | メリーブラット                     | コンチネンタル                     |                  |
| 母系(F-No.)                                     | チップトップ系(FN:4-m)                | チップトップ系(FN:4-m)             | チップトップ系(FN:4-m)             | [ § 3 ]          |
| 5代内の近親交配                                 | アウトブリード                        | アウトブリード                     | アウトブリード                     | [ § 4 ]          |
| 出典                                            | 1. 2. 3. 4.                           | 1. 2. 3. 4.                        | 1. 2. 3. 4.                        | 1. 2. 3. 4.      |

- 半妹テイエムシャルマン（父ステートリードン）の仔（本馬の甥）にテイエムトッパズレ（京都ハイジャンプなど）がいる。
- 祖母ピーチガールの半妹ツキメリーは東京3歳優駿牝馬の勝ち馬で、ツキメリーの産駒に東京優駿優勝馬メリーナイスがいる。
- 祖母ピーチガールの半弟マイネルグラウベンはNHK杯の勝ち馬。